# سرخرگ نایژه‌ای
در بدن انسان، سرخرگ نایژه‌ای  یا شریان برونش، شش‌ها را با تغذیه و خون اکسیژن‌رسانی می‌کنند. اگرچه تنوع زیادی وجود دارد، اما معمولاً دو سرخرگ نایژه‌ای وجود دارد که یکی به سمت شش چپ و یکی به سمت شش راست می‌رود و بخشی حیاتی از دستگاه تنفسی هستند.

## ساختار
معمولاً دو سرخرگ نایژه‌ای، یکی چپ و دیگری راست وجود دارد.
سرخرگ‌های نایژه‌ای چپ (بالایی و تحتانی) معمولاً مستقیماً از آئورت سینه‌ای منشأ می‌گیرند.
یک سرخرگ نایژه‌ای سمت راست معمولاً از یکی از موارد زیر سرچشمه می‌گیرد:
1. آئورت سینه‌ای در یک تنه مشترک با سرخرگ‌های میان‌دنده‌ای خلفی سوم سمت راست
2. سرخرگ نایژه‌ای بالایی در سمت چپ
3. هر تعداد از سرخرگ‌های میان‌دنده‌ای سمت راست، اکثراً سومین سرخرگ راست خلفی.

## عملکرد
سرخرگ‌های نایژه‌ای خون را به نایژه‌ها و بافت همبند ریه‌ها می‌رسانند. آن‌ها با نایژه‌ها حرکت می‌کنند و با آنها منشعب می‌شوند و به سطح نایژک‌های‌ تنفسی ختم می‌شوند. آنها با شاخه‌های سرخرگ‌های ریوی بازپیوندی (آناستوموز) می‌کنند و با هم، پلور احشایی ریه را تأمین می‌کنند.
توجه داشته باشید که بیشتر خون اکسیژن دار که توسط سرخرگ‌های نایژه‌ای تأمین می‌شود، به جای سیاهرگ‌های نایژه‌ای، از طریق سیاهرگ‌های ریوی بازگردانده می‌شود. در نتیجه، خونی که به قلب چپ بازمی‌گردد نسبت به خونی که در سطح بسترهای مویرگی ریوی یافت می‌شود کمی کمتر اکسیژن دارد.
هر سرخرگ نایژه‌ای دارای شاخه‌ای است که مری را تأمین می‌کند.

### مقایسه با سرخرگ‌های ریوی
به راحتی می‌توان سرخرگ‌های نایژه‌ای را با سرخرگ‌های ریوی اشتباه گرفت، زیرا هر دوی آنها خون شش‌ها را تأمین می‌کنند، اما تفاوت‌های مهمی وجود دارد:
| سرخرگ            | کارکرد                                             | گردش             | قطر        |
| سرخرگ‌های ریوی    | خون بدون اکسیژن پمپ شده از بطن راست را تأمین می‌کند | گردش خون ریوی    | نسبتاً بزرگ |
| سرخرگ‌های نایژه‌ای | خون اکسیژن دار پمپ شده از بطن چپ را تأمین می‌کند    | گردش خون سیستمیک | نسبتاً کوچک |

## اهمیت بالینی
سرخرگ نایژه‌ای زمانی گشاد شده در نظر گرفته می‌شود که قطر آن بیش از ۲ میلی‌متر باشد. چندین علت گشاد شدن سرخرگ‌های نایژه‌ای عبارتند از: بیماری‌های مادرزادی قلبی یا ریوی، انسداد سرخرگ ریوی و التهاب ریه.
در پرفشاری خون ترومبوآمبولیک مزمن ریوی، سرخرگ‌های نایژه‌ای به‌طور معمول بزرگ و پرپیچ و خم می‌شوند.
با فنون امروزی جراحی، بازپیوندهای نایژه‌ای بدون اتصال مجدد سرخرگ نایژه‌ای به خوبی بهبود می‌یابند. عمدتاً به همین دلیل، گردش خون سرخرگ‌های نایژه‌ای معمولاً در طول پیوند شش قربانی می‌شود، در عوض به تداوم یک ریزگردش (احتمالاً ناشی از گردش خون ریوی بدون اکسیژن) برای تأمین خون‌رسانی به راه‌های هوایی متکی است.
آنوریسم سرخرگ نایژه‌ای ممکن است شبیه آنوریسم آئورت باشد. آمبولیزاسیون سرخرگ نایژه‌ای (BAE) قرار دادن کاتتر در سرخرگ نایژه‌ای برای درمان خلط خونی است.
سرخرگ‌های نایژه‌ای و تأمین مواد مغذی آن‌ها به شش‌ها نیز به این مشاهدات نسبت داده می‌شوند که یک سرخرگ ریوی مسدود (چه بسته شده یا با آمبولی) به ندرت منجر به آنفارکتوس ریه می‌شود. سرخرگ‌های نایژه‌ای می‌توانند رسانش خون اکسیژن‌دار را به بافت شش حفظ کنند.